# Cantó de Sarcelles
El cantó de Sarcelles és un cantó francès del departament de la Val-d'Oise, situat al districte de Sarcelles. Creat amb la reorganització cantonal del 2015.

## Municipis
- Sarcelles